# Савез хокеја на леду Украјине
Хокејашки савез Украјине (укр. Федерація хокею України) кровна је спортска организација задужена за хокеј на леду на подручју Републике Украјине.
Као независна спортска институција, Хокејашки савез Украјине основан је 20. фебруара 1992, а пуноправним чланом Светске хокејашке федерације (ИИХФ) постаје 6. маја исте године. 
Савез је задужен за организовање лигашког такмичења у земљи и за рад сениорске и јуниорске хокејашке репрезентације које учествују на међународним такмичењима.

## Савез у бројкама
Према подацима ИИХФ-а (из 2013) на територији Украјине регистровано је укупно 4.367 играча хокеја на леду (што у сениорској што у јуниорској конкуренцији). Женски хокеј још увек није довољно развијен, тако да је према истом извештају у земљи регистровано тек 12 хокејашица. Украјински савез има на располагању и 77 лиценцираних судија. У земљи постоји 25 затворених ледених површина за хокеј и још 7 на отвореном.